# Cofradía de la Agonía de Nuestro Señor (León)
La Cofradía de la Agonía de Nuestro Señor es una hermandad penitencial católica de la ciudad de León, España. Fue fundada el 4 de octubre de 1993 y tiene su sede en la parroquia de Santa Marina la Real.

## Historia
La cofradía nació por iniciativa de siete hermanas y sus estatutos fueron aprobados el 4 de octubre de 1993. Los primeros años participó en la Semana Santa a modo de representación y no procesionó hasta 1996. En ese año y en 1997 salió con la imagen de Cristo Crucificado, cedida por los franciscanos, hasta que José Ajenjo talló la que sería su imagen titular, Jesús del Vía Crucis.
Celebra su fiesta el día de Cristo Rey, el último domingo del año litúrgico, con misa y toma de posesión de la Abadesa y las Seises.

## Emblema
Su emblema está formado por un cáliz dorado en la parte central, sobre el que se encuentran los clavos de la crucifixión, una pequeña cruz y una corona de espinas sangrantes sobre el cáliz. Debajo de este, aparecen los símbolos de la pasión, la lanza y el látigo. Todos estos elementos se muestran bajo un arco de medio punto y sobre las iniciales de la cofradía (A.N.S).

## Indumentaria

Indumentaria

El hábito se compone de una túnica morada con bocamangas doradas, y capillo y cíngulo también dorados. El resto del atuendo lo forman guantes, calcetines y zapatos negros. Los Seises visten capa morada con ribetes en dorado.

## Actos y procesiones
- Miércoles Santo: Procesión de Jesús Camino del Calvario.
- Participa también en la procesión de Nuestra Señora de los Dolores en Villamañán y en la procesión de la Dolorosa en León (Viernes de Dolores) y en la procesión de los Ramos en la parroquia de Santa Marina la Real y en la procesión del Dainos en Villamañán (Domingo de Ramos).

## Pasos
- Jesús del Vía Crucis: obra realizada por José Ajenjo en 1997, es pujada por 47 braceros. Representa un Nazareno portando el travesaño de la cruz. Participa el Miércoles Santo en la Procesión de Jesús Camino del Calvario.

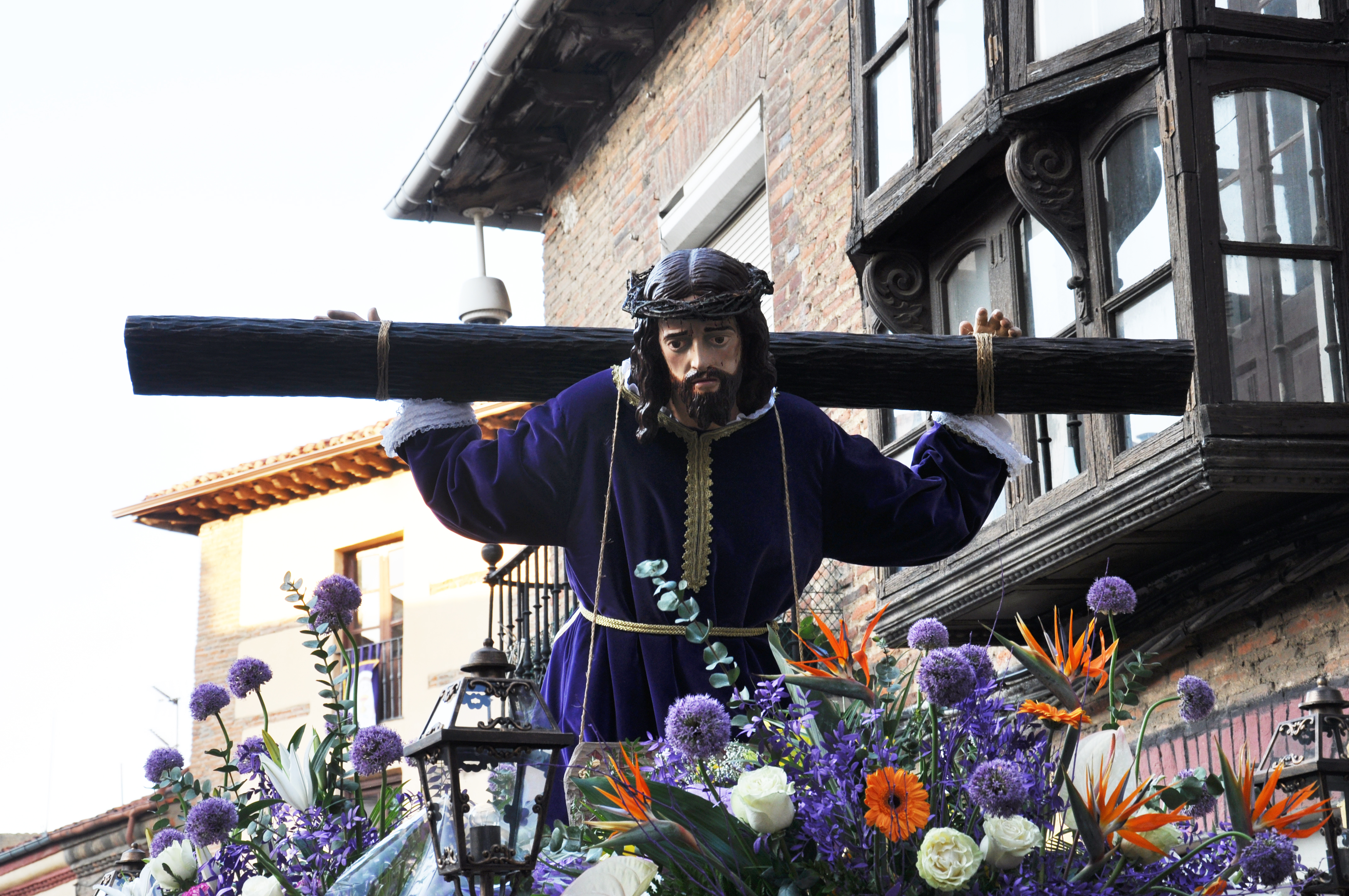
Jesús del Vía Crucis